# Peperomia dubia
Peperomia dubia är en pepparväxtart som beskrevs av Simone Balle. Peperomia dubia ingår i släktet peperomior, och familjen pepparväxter. Inga underarter finns listade i Catalogue of Life.